# Józef Kwiatkowski (nauczyciel)
Józef Kwiatkowski, lit. Juzef Kvetkovskij (ur. 25 marca 1939 w Janiańcach) – litewski nauczyciel i działacz oświatowy narodowości polskiej, poseł na Sejm Republiki Litewskiej (2012–2016).

## Życiorys
W 1957 ukończył szkołę średnią z polskim językiem wykładowym w Wersoce. Studiował w instytucie nauczycielskim w Nowej Wilejce, a następnie w Państwowym Uniwersytecie Pedagogicznym im. Aleksandra Hercena w Leningradzie, gdzie w 1964 uzyskał specjalność nauczyciela historii.
Po ukończeniu studiów kierował wydziałem wychowania fizycznego i sportu w Nowej Wilejce, a następnie w rejonie wileńskim. W kolejnych latach pracował jako nauczyciel historii w szkole średniej w Niemenczynie. Przez wiele lat był dyrektorem rejonowej szkoły wieczorowo-zaocznej dla dorosłych w Niemenczynie. W 1985 podjął pracę w Ministerstwie Oświaty Litewskiej SRR. Na początku lat 90. był zastępcą kierownika wydziału kultury i oświaty rejonu wileńskiego ds. szkolnictwa. Następnie był nauczycielem w Szkole Podstawowej im. Mariana Zdziechowskiego w Suderwie.
W 1990 brał udział w zakładaniu Stowarzyszenia Nauczycieli Szkół Polskich na Litwie „Macierz Szkolna”, w której w latach 90. objął funkcję prezesa. W latach 2000, 2003, 2007 i 2011 był wybierany do Rady Miejskiej Wilna jako kandydat Akcji Wyborczej Polaków na Litwie. Od 2008 był członkiem Litewskiej Rady Oświaty. W 2000, 2004 i 2008 bez powodzenia ubiegał się o mandat poselski z ramienia AWPL. W wyborach w 2012 wystartował po raz kolejny z 7. miejsca na liście krajowej, w wyniku głosowania otrzymał 3. wynik wśród kandydatów tego ugrupowania, uzyskując tym samym mandat poselski. Cztery lata później nie został ponownie wybrany.

## Odznaczenia
Odznaczony Krzyżem Oficerskim (1998) i Komandorskim (2010) Orderu Zasługi Rzeczypospolitej Polskiej oraz Odznaką Honorową za Zasługi dla Polonii i Polaków za Granicą (2023).